# Борман (лунный кратер)
Кратер Борман (лат. Borman) — крупный ударный кратер находящийся внутри гигантского кратера Аполлон на обратной стороне Луны. Название дано в честь американского астронавта совершившего первый пилотируемый облёт Луны Фрэнка Фредерика Бормана (1928-2023) и утверждено Международным астрономическим союзом в 1970 г. Образование кратера относится к раннеимбрийской эпохе.

## Описание кратера
Кратеры располагающиеся внутри кратера Аполлон получили наименование в честь людей связанных с NASA. Ближайшими соседями кратера являются кратеры Онизука и Мак-Найр на севере, кратер Андерс на востоке; кратеры Хасбанд, М. Андерсон, Рамон, Маккул и Д. Браун в южном секторе. Селенографические координаты центра кратера 39°04′ ю. ш. 148°15′ з. д. / 39,06° ю. ш. 148,25° з. д., диаметр 50,7 км, глубина 2,3 км.
Кратер имеет острую кромку вала, северо-западная часть вала перекрыта небольшим кратером. Южная часть кратера частично перекрывает кратер Хасбанд. Высота вала над окружающей местностью составляет 1120 м. Дно чаши кратера сравнительно ровное, отмечено множеством мелких кратеров. Юго-восточная часть чаши более пересеченная. Имеется центральный пик с возвышением 1330 м. 
Состав центрального пика – габбро-норито-троктолитовый анортозит с содержанием плагиоклаза 80-85% (GNTA2). Объем кратера составляет 2001 км³.

## Сателлитные кратеры
| Борман | Координаты                                             | Диаметр, км |
| ------ | ------------------------------------------------------ | ----------- |
| V      | 37°38′ ю. ш. 151°24′ з. д. / 37,63° ю. ш. 151,4° з. д. | 28,0        |

- Сателлитный кратер Борман А в 1988 г. переименован в кратер Мак-Найр.
- Сателлитный кратер Борман L в 2006 г. переименован в кратер Хасбанд.
- Сателлитный кратер Борман X в 1988 г. переименован в кратер Резник.
- Сателлитный кратер Борман Y в 1988 г. переименован в кратер Мак-Олифф.
- Сателлитный кратер Борман Z в 1988 г. переименован в кратер Ярвис.